# Ilex confertifolia
Ilex confertifolia är en järneksväxtart som beskrevs av Merrill. Ilex confertifolia ingår i släktet järnekar, och familjen järneksväxter. Inga underarter finns listade i Catalogue of Life.